# Opsariichthys hainanensis
Opsariichthys hainanensis är en fiskart som beskrevs av Nichols och Pope 1927. Opsariichthys hainanensis ingår i släktet Opsariichthys och familjen karpfiskar. Inga underarter finns listade i Catalogue of Life.